# Leverinsufficiëntie
Leverinsufficiëntie of leverfalen is een aandoening waarbij de leverfunctie ernstig aangetast is. De oorzaken van leverinsufficiëntie kunnen allerlei leveraandoeningen zijn, alcoholmisbruik, hepatitis en overmatig geneesmiddelengebruik (paracetamol). Wanneer leverfalen wordt opgemerkt zal reeds een groot deel van de lever zijn aangetast.
In geval van leverinsufficiëntie zal naast een zwakke algemene gezondheid (vermoeidheid, misselijkheid, gebrek aan eetlust) meestal sprake zijn van geelzucht, buikwaterzucht (ascites), leverencefalopathie en een verhoogde neiging tot bloeden. Leverfuncties zijn ernstig verstoord. 
Onbehandeld is leverinsufficiëntie dodelijk. Progressieve leveraandoeningen met leverinsufficiëntie zijn veelal onbehandelbaar.
Bij de behandeling van leverinsufficiëntie wordt met een streng dieet de natrium- en eiwitinname strak gereguleerd. Beperking van natrium is belangrijk in het beperken van buikwaterzucht. Door de sterk verminderde leverfunctie is de eiwitopname ontregeld; een te hoog eiwitgehalte kan hersenfunctie verstoren terwijl te weinig eiwit tot ernstig gewichtsverlies leidt.
In een klein aantal gevallen kan een levertransplantatie mogelijk blijken, waarmee de leverinsufficiëntie volledig verdwijnt.